# Eve Babitz
Eve Babitz (Los Angeles, 13 de maio de 1943 - 17 de dezembro de 2021) foi uma artista visual e autora americana mais conhecida por suas memórias semificcionais e sua relação com o meio cultural de Los Angeles.

## Vida e carreira
Babitz nasceu em Hollywood, Califórnia, filha de Mae,  artista, e Sol Babitz, um violinista clássico com contrato com a 20th Century Fox. Seu pai era descendente de judeus russos e sua mãe tinha ascendência Cajun (francesa). Os pais de Babitz eram amigos do compositor Igor Stravinsky, que era seu padrinho. Ela frequentou a Hollywood High School. :39–40
Em 1963, seu primeiro contato com a notoriedade veio através da fotografia icônica de Julian Wasser de Babitz, aos 20 anos, jogando xadrez nua com o artista Marcel Duchamp por ocasião de sua retrospectiva histórica no Museu de Arte de Pasadena . A curadoria do programa foi de Walter Hopps, com quem Babitz estava tendo um caso. A fotografia é descrita pelo Smithsonian Archives of American Art como estando "entre as principais imagens documentais da arte moderna americana".
Babitz começou sua carreira independente como artista, trabalhando na indústria musical para Ahmet Ertegun na Atlantic Records, fazendo capas de álbuns. No final dos anos 1960, ela desenhou capas de álbuns para Linda Ronstadt, The Byrds e Buffalo Springfield. Sua capa mais famosa foi uma colagem para o álbum de 1967 Buffalo Springfield Again.
Seus artigos e contos foram publicados na Rolling Stone, The Village Voice, Vogue, Cosmopolitan e Esquire. Ela foi autora de vários livros, incluindo Eve's Hollywood, Slow Days, Fast Company, Sex and Rage, Two By Two, LA Woman e Black Swans. Fazendo a transição para sua mistura particular de ficção e memória começando com Eve's Hollywood, a escrita de Babitz desse período é marcada pela cena cultural de Los Angeles durante aquele tempo, com inúmeras referências e interações com  artistas, músicos, escritores, atores e diversas outras figuras icônicas que compuseram a cena nas décadas de 1960, 1970 e 1980. Os romancistas Joseph Heller e Bret Easton Ellis eram fãs de seu trabalho, com o último escrevendo: "Em cada livro que ela escreve, o entusiasmo de Babitz por LA e suas subculturas é totalmente demonstrado."
Apesar de sua produção literária, que atraiu comparações frequentes com Joan Didion e foi aclamada pela crítica, muitos dos relatos da imprensa sobre Babitz enfatizaram suas várias associações românticas com homens famosos. Entre eles estão o cantor / poeta Jim Morrison, os artistas (e irmãos) Ed Ruscha e Paul Ruscha, e Hopps, o comediante e escritor Steve Martin, o ator Harrison Ford e o escritor Dan Wakefield, entre outros. Ed Ruscha a incluiu em Five 1965 Girlfriends (Walker Arts Center 's Design Journal, 1970). Por causa disso, ela foi comparada a Edie Sedgwick, a protegida de Andy Warhol em 1965 na Factory em Nova York.
Em Hollywood’s Eve: Eve Babitz and the Secret History of L.A, a biógrafa Lili Anolik escreve: "passar-se por uma groupie permitiu que Eve se infiltrasse em um território do qual, de outra forma, ela teria sido barrada". Resenhando esta biografia para o The Nation, a jornalista Marie Solis escreveu: "Babitz não viveu uma vida livre do patriarcado, mas os leitores modernos podem supor que ela encontrou uma maneira de burlá-lo. Apesar de sua proximidade como uma fonte de Hollywood das potências da celebridade masculina, ela raramente sucumbia aos encantos deles; em vez disso, ela fez com que todos seguissem suas próprias regras."
Em 1997, Babitz ficou gravemente ferida quando  deixou cair acidentalmente um fósforo aceso em uma saia de gaze, que incendiou e derreteu sua meia-calça por baixo; o acidente causou queimaduras de terceiro grau com risco de vida em metade de seu corpo. :357-358Como ela não tinha seguro saúde, amigos e familiares organizaram um leilão de arrecadação de fundos para pagar suas contas médicas. Amigos e ex-amantes doaram dinheiro e obras de arte para ajudar a pagar por sua longa recuperação. Babitz tornou-se um pouco mais reclusa após esse incidente, mas ainda estava disposta a ser entrevistada de vez em quando. Em uma entrevista de 2000 para Ron Hogan, da revista Beatrice, Babitz disse: "Tenho outros livros para fazer nos quais estou trabalhando". Quando Hogan perguntou sobre o que seriam esses livros, ela respondeu: "Um é ficção e o outro não ficção. O livro de não ficção é sobre minhas experiências no hospital. A outra é uma versão ficcional da vida de meus pais em Los Angeles, o lado judeu russo de meu pai e o lado francês cajun de minha mãe." Esses livros não haviam sido publicados até o momento.
Babitz morreu de doença de Huntington no Ronald Reagan UCLA Medical Center em Los Angeles em 17 de dezembro de 2021, aos 78 anos.

## Ressurgimento
A partir de 2010 houve um interesse renovado por Babitz, devido em parte à reedição de grande parte de seu trabalho por editoras, incluindo New York Review Books, Simon & Schuster e Counterpoint Press. Em 2019, a New York Review of Books publicou I Used to Be Charming, uma seleção não coletada de seus ensaios. Na The Paris Review, Molly Lambert escreveu: "Babitz está em casa em qualquer lugar, e onde quer que vá, encontra a pessoa mais interessante, o lugar mais estranho, o detalhe descartável mais engraçado. Ela faz a escrita parecer fácil e divertida, o que qualquer escritor pode dizer que é o truque mais difícil de todos." Em uma revisão de 2009 de Eve's Hollywood, Deborah Shapiro chamou a voz de Babitz de "autoconfiante, mas simpática, atrevida e voluptuosa, mas registrando a quantidade certa de ironia", acrescentando "ler West (e Fante e Chandler e Cain e outros) me faz querer ir para Los Angeles. Babitz me faz sentir como se estivesse lá."
A Biblioteca Pública de Nova York convocou um painel de 2016 sobre "O Efeito Eva" que incluiu a atriz Zosia Mamet e a escritora nova-iorquina Jia Tolentino. Em 2017, o Hulu anunciou que desenvolveria uma série de comédia baseada nas memórias de Babitz, um projeto liderado por Liz Tigelaar, Amy Pascal e Elizabeth Cantillon.
Em 2022, a Biblioteca Huntington adquiriu o acervo de Eve Babitz. O acervo abrange o período de 1943 a 2011 e documenta sua vida pessoal e profissional com rascunhos de seus livros e artigos, obras de arte originais, diários pessoais, fotografias com seu círculo de celebridades e mais de 500 cartas.

## Trabalhos publicados

### Ficção
As informações do editor referem-se apenas à primeira publicação. Alguns dos livros foram reeditados.
- Eve's Hollywood (1974) New York, NY: Delacorte Press/S. Lawrence. ISBN 0440023394 OCLC 647012057
- Slow Days, Fast Company: The World, The Flesh, and L.A.: Tales (1977) New York, NY: Knopf/Random House. ISBN 0394409841  LCCN 76-47922 OCLC 2645787
- Sex and Rage: Advice to Young Ladies Eager for a Good Time; a Novel (1979) New York, NY: Knopf. ISBN 0394425812 OCLC 1001915515
- L.A. Woman (1982) New York, NY: Linden Press/Simon & Schuster. ISBN 0671420860 OCLC 8110896
- Black Swans: Stories (1993) New York, NY: Knopf/Random House. ISBN 0679405186 OCLC 27067318

### Não-ficção
- Fiorucci, The Book (1980) New York, NY: Harlin Quist/Dial/Delacorte. ISBN 0825226082 OCLC 900307237
- Two by Two: Tango, Two-step, and the L.A. Night (1999). New York, NY: Simon & Schuster. ISBN 0684833921 OCLC 41641459
- I Used to Be Charming: The Rest of Eve Babitz (2019). New York, NY: New York Review of Books ISBN 9781681373799 OCLC 1100441110

### Ensaios selecionados
- Roll Over Elvis: The Second Coming of Jim Morrison. Esquire, março de 1991